# Svartsjön (Gryts socken, Södermanland)
Svartsjön är en sjö i Gnesta kommun i Södermanland och ingår i Trosaåns huvudavrinningsområde. Sjön är 4,4 meter djup, har en yta på 0,026 kvadratkilometer och befinner sig 60 meter över havet.